# Keith Appling
Keith Damon Appling (ur. 13 lutego 1992 w Detroit) – amerykański koszykarz, występujący na pozycji rozgrywającego, obecnie zawodnik Cañeros del Este.
W 2010 wystąpił w meczu gwiazd amerykańskich szkół średnich - McDonald’s All-American. Został też zaliczony do III składu Parade All-American.
18 stycznia 2016 roku podpisał 10-dniową umowę z zespołem Orlando Magic. 29 stycznia zawarł kolejną 10-dniową umowę z zespołem z Florydy. Po wygaśnięciu umowy powrócił do Erie BayHawks.

## Osiągnięcia
Stan na 9 kwietnia 2016, na podstawie, o ile nie zaznaczono inaczej. 
NCAA
- Uczestnik rozgrywek:
  - Elite Eight turnieju NCAA (2014)
  - Sweet Sixteen turnieju NCAA (2012, 2013, 2014)
- Mistrz:
  - turnieju konferencji Big Ten (2012, 2014)
  - sezonu zasadniczego konferencji Big Ten (2012)
- MVP turnieju Coaches vs. Classic (2014)
- Zaliczony do:
  - I składu turnieju Coaches vs. Classic (2014)
  - II składu Big Ten (2013)
  - III składu Big Ten (2012)
  - składu Big Ten Honorable Mention (2014)

Indywidualne
- Zaliczony do I składu defensywnego D-League (2016)
- Uczestnik meczu gwiazd D-League (2016)

Reprezentacja
- Uczestnik mistrzostw świata U–19 (2011 – 5. miejsce)